# Natur und Heimat

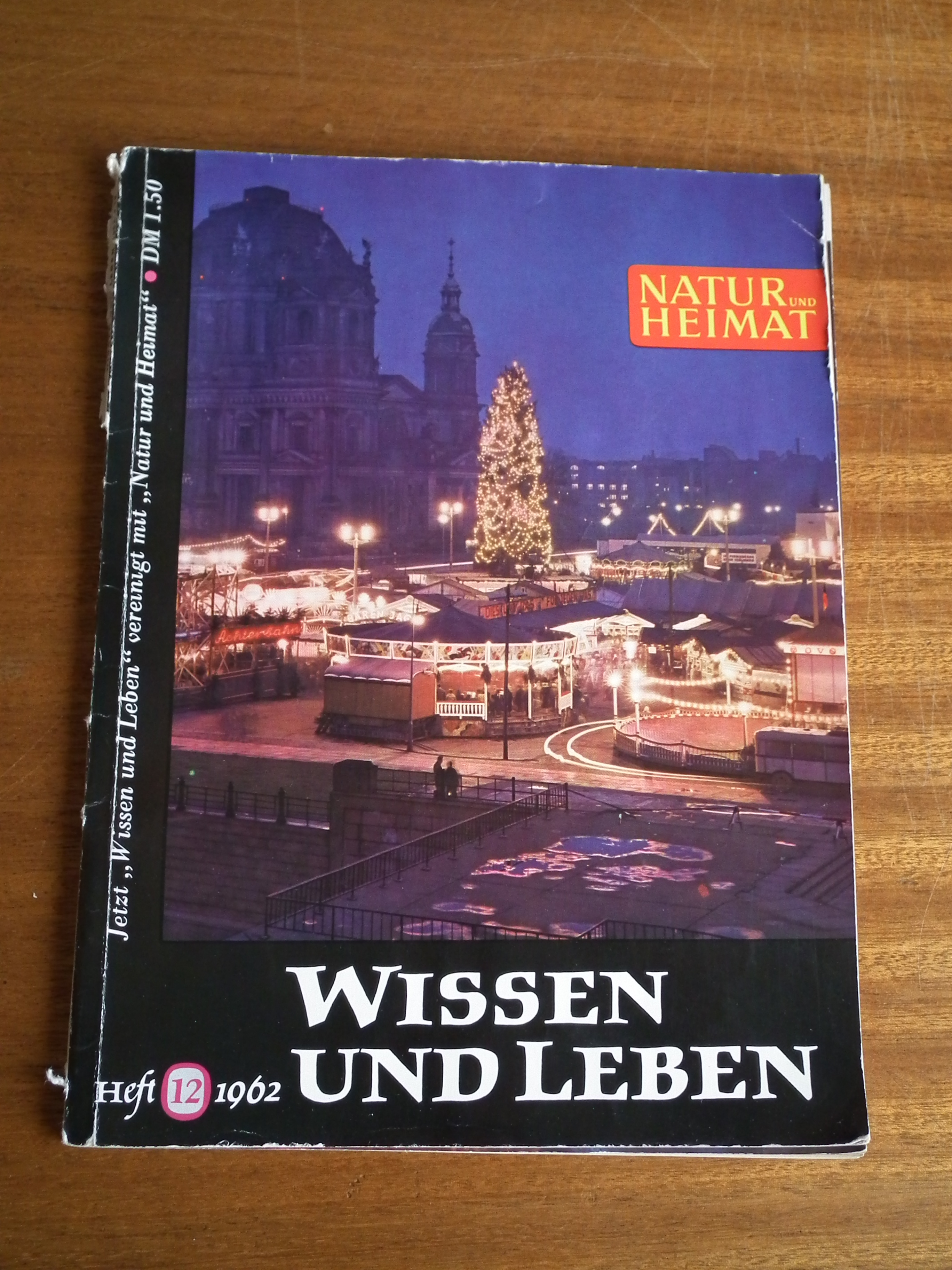
Heft „Wissen und Leben“ vom Dezember 1962 (Ausstellung im DDR-Museum Thale) - Links der Vermerk von der Zusammenlegung mit „Natur und Heimat“

Natur und Heimat war eine monatlich erscheinende populärwissenschaftliche Zeitschrift in der DDR. 
Natur und Heimat wurde im April 1952 von Karl Kneschke im Auftrag des Kulturbundes der DDR gegründet und im Oktober 1962 mit der Zeitschrift Wissen und Leben vereinigt. 
Chefredakteur war Reimar Gilsenbach, dem Redaktionskollegium gehörten unter anderem Heinrich Dathe, Paul Grimm, Hans Nadler, Hans Schlüter, Liesel Noack, Heinz Knorr, Rudolph Strauß, Gerhard Creutz, Erwin Stresemann, Hugo Weinitschke, Fritz Wernicke, Kurt Gentz, und Hans Havemann an. Die Redaktion befand sich in Berlin, der Druck erfolgte in der Druckerei der Sächsischen Zeitung in Dresden.
Inhalte der Zeitschrift waren Heimatkunde, Ur- und Frühgeschichte, Geschichte, Wirtschafts- und Kulturgeschichte, Denkmalpflege, Museen, Volkskunde, Dichtung, Literatur und Kunst, Landschaft, Siedlung und Industrie, Landeskultur und Naturschutz, Geologie, Mineralogie, Zoologie, Ornithologie, Botanik sowie Meteorologie, Klimatologie und Völkerkunde. Zudem enthielt die Zeitschrift Buchbesprechungen und Abdrucke von Gedichten bzw. Auszügen aus Prosawerken.